# Tokio Jokio
Pour plus de détails, voir Fiche technique et Distribution.
Tokio Jokio est un court métrage de dessin animé de la série américaine Looney Tunes réalisé par Norman McCabe, film de propagande de guerre, produit par les Leon Schlesinger Productions et sorti en 1943.

## Fiche technique
Références : IMDb
- Réalisation : Norm McCabe
- Scénario : Don R. Christensen (en)
- Producteur : Leon Schlesinger
- Distribution : 15 mai 1949 : Warner Bros. Pictures (cinéma)
- Format : 1,37 :1 Technicolor
- Musique : Carl W. Stalling
- Montage : Treg Brown (non crédité)
- Durée : 7 minutes 11 s[2]
- Pays : États-Unis
- Langue : Anglais

### Animation
- Izzy Ellis (en), animateur (comme I. Ellis)
- John Carey (animateur), animateur (non crédité) ;
- Cal Dalton, animateur (non crédité) ;
- Arthur Davis, animateur (non crédité) ;
- Phil Monroe, animateur (non crédité) ;
- Ray Patin, animateur (non crédité) ;
- David Hilberman (en), décors et arrière-plans (non crédité).

### Direction musicale
- Carl W. Stalling, directeur musical ;
- Milt Franklyn, orchestration (non crédité).

## Musiques
Aucune musique n'est inscrite au générique. 
- Marche funèbre, par Frédéric Chopin.
- Taps, musique par Daniel Butterfield.
- Largo al factotum, air issu de l'opéra du Barbier de Séville, musique par Gioachino Rossini.
- Nagasaki (en), musique par Harry Warren.
- Home! Sweet Home! (en), musique par Henry Rowley Bishop.

## Voix
- Mel Blanc : voix du vautour japonais annonçant les nouvelles du jour (non crédité).

## Autour du dessin animé

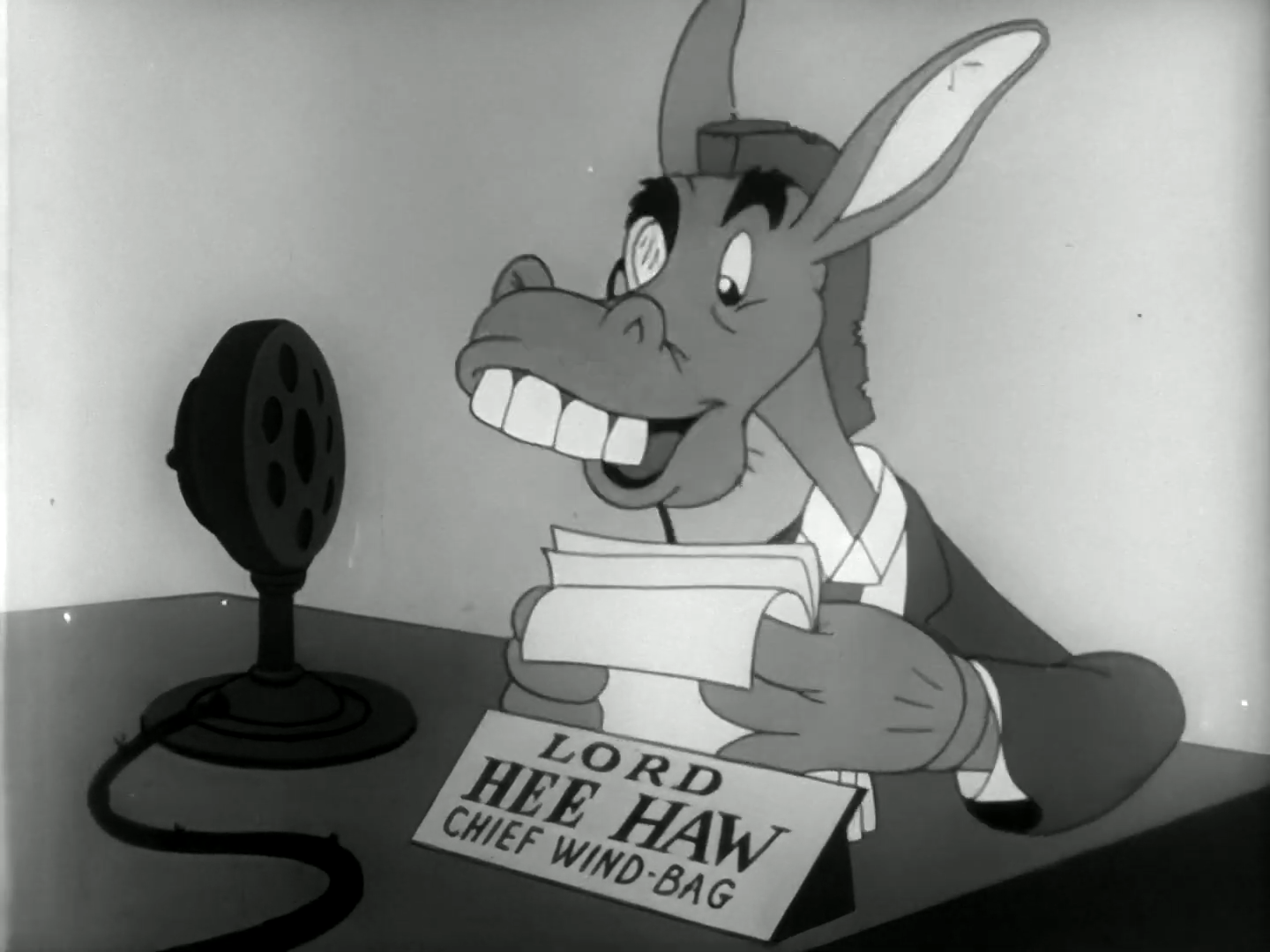
L'âne propagandiste à la radio de Berlin (à 4:25).

Enrôlé dans la Seconde Guerre mondiale,  Norman McCabe réalise là son dernier dessin animé avant une éclipse de 21 ans.
L'âne à la radio nommé Lord Hee-Haw (traduction : « Lord Hi-han ») est une référence à William Joyce, dit « Lord Haw-Haw », qui était un fasciste anglais expatrié dans l'Allemagne nazie et qui était chargé des émissions radio de propagande en langue anglaise.
Parmi les autres personnalités parodiées dans Tokio Jokio, figurent d'une part les Allemands : Adolf Hitler, qui reçoit une carte postale de « vacances » de Rudolf Hess, dont le verso montre ce dernier prisonnier d'un camp de concentration (la carte est envoyée à « Berchtes Garden », jardin de Berchtes, en fait à Berchtesgaden) ; d'autre part, leurs alliés : l'Italien Benito Mussolini, marqué comme première ruine parmi les ruines , et les Japonais : le premier ministre Hideki Tojo, l'amiral Isoroku Yamamoto (mort un mois avant la sortie du dessin animé) et le général Masaharu Honma.